# Toxorhynchites rizzoi
Toxorhynchites rizzoi is een muggensoort uit de familie van de steekmuggen (Culicidae). De wetenschappelijke naam van de soort is voor het eerst geldig gepubliceerd in 1969 door de Deus Palma & Galvão.